# Skye Sweetnam

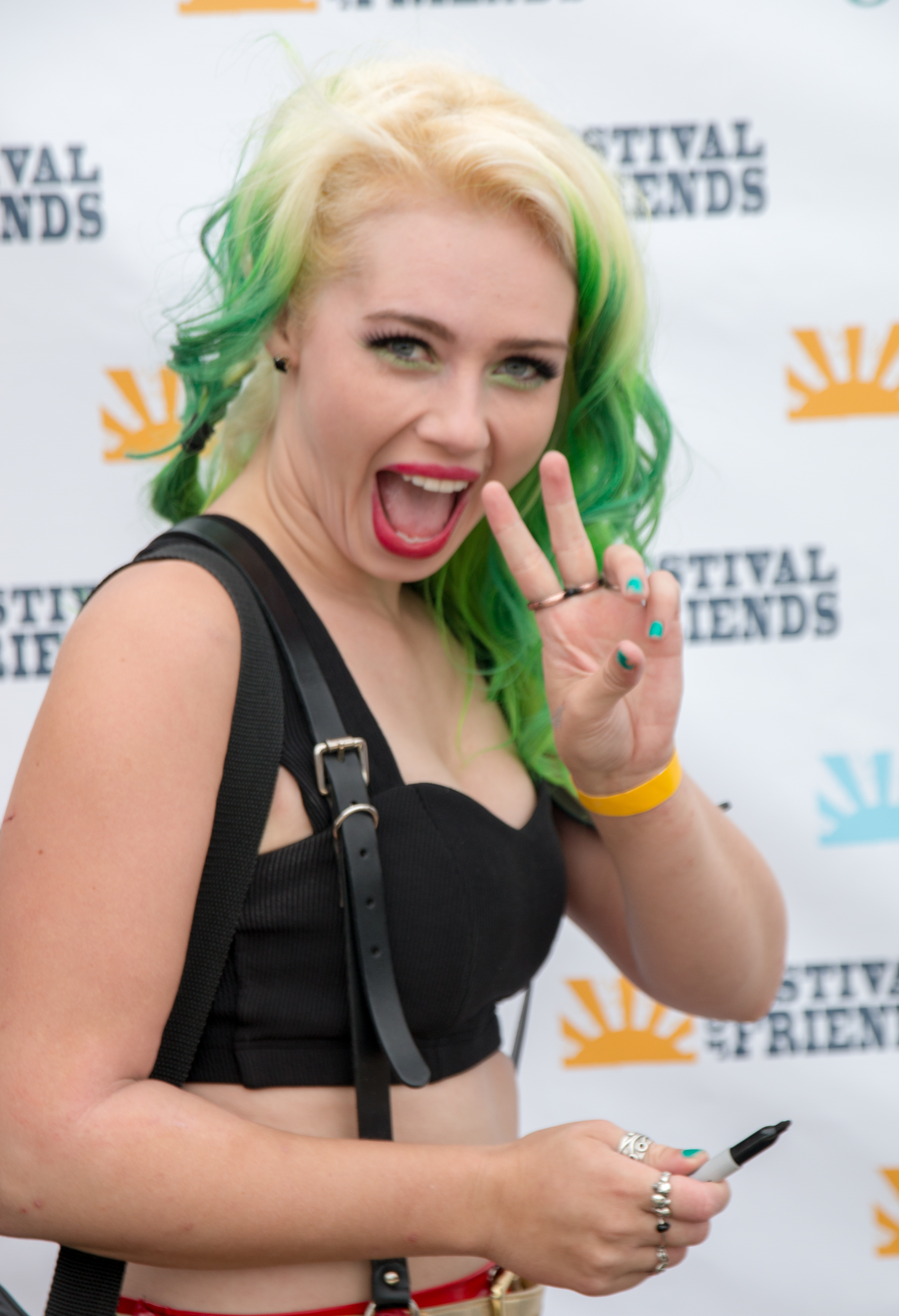
Skye Sweetnam (2015)

Skye Alexandra Sweetnam (* 5. Mai 1988 in Bolton, Ontario) ist eine kanadische Rocksängerin.

## Leben und Werk
Sweetnam veröffentlichte 2003 ihre erste Single „Billy S.“. Im Jahr 2004 war sie im Vorprogramm von Britney Spears auf deren Onyx Hotel Tour zu sehen. Ihr Debütalbum Noise from the Basement – produziert mit dem Songschreiber und Produzenten James Robertson – erschien am 21. September 2004 bei Capitol Records. Weitere Singleauskopplungen waren „Tangled Up In Me“ und „Number One“.
2007 arbeitete sie mit Tim Armstrong zusammen, Resultat war die Single „Into Action“. Am 30. Oktober 2007 erschien in Kanada ihr zweites Album Sound Soldier, das vom selben Produzententeam betreut wurde wie das Debüt der häufig als Vergleich zu Sweetnam herangezogenen Avril Lavigne.
Mittlerweile unter ihren Künstlernamen 'Sever' bekannt ist Sweetnam die Frontfrau der kanadischen Punk-Metal-Band 'Sumo Cyco'.

## Diskografie

### Studioalben
- 2004: Noise from the Basement (Capitol Records/EMI)
- 2007: Sound Soldier (EMI)

### Singles
- 2003: Billy S.
- 2004: Tangled Up in Me
- 2004: Number One
- 2005: Superstar
- 2007: Human

### MitSumo Cyco
- 2014: Lost in Cyco City
- 2017: Opus Mar
- 2021: Initiation